# Municipi de Køge
El municipi de Køge és un municipi danès de la Regió de Sjælland que va ser creat l'1 de gener del 2007 com a part de la Reforma Municipal Danesa, integrant els antics municipis de Skovbo i Køge. El municipi és situat a l'est de l'illa de Sjælland, al sud de la badia de Køge i abasta una superfície de 255 km².
La ciutat més important i la seu administrativa del municipi és Køge (34.733 habitants el 2009). Altres poblacions del municipi són:
- Algestrup
- Bjæverskov
- Borup
- Ejby
- Lellinge
- Lille Skensved
- Nørre Dalby
- Slimminge
- Vedskølle
- Vemmedrup

## Consell municipal
Resultats de les eleccions del 18 de novembre del 2009:
| Partit                       | vots | % vots |
| ---------------------------- | ---- | ------ |
| Socialdemokratiet            | 8603 | 29,4   |
| Det Radikale Venstre         | 621  | 2,1    |
| Det Konservative Folkeparti  | 3494 | 11,9   |
| Demokratilisten              | 2253 | 7,7    |
| Socialistisk Folkeparti      | 4021 | 13,7   |
| Køge-Listen                  | 86   | 0,3    |
| Visionspartiet               | 51   | 0,2    |
| Liberal Alliance             | 69   | 0,2    |
| Dansk Folkeparti             | 2566 | 8,8    |
| Borger Centrum               | 402  | 1,4    |
| Venstre                      | 6691 | 22,9   |
| Enhedslisten - De Rød-Grønne | 387  | 1,3    |

### Alcaldes
| Alcalde       | Període                | Partit             |
| ------------- | ---------------------- | ------------------ |
| Torben Hansen | 1-1-2007 a 6-1-2007    | Socialdemokraterne |
| Marie Stærke  | 16-1-2007 a 31-12-2009 | Socialdemokraterne |
|               | 1-1-2010 a 31-12-2013  |                    |